# José Carvalho dos Santos
José Carvalho dos Santos (Almeida, 24 de novembro de 1893 – Lisboa, 11 de setembro de 1967), foi um político e advogado português.

## Nascimento e formação
Nasceu em Almeida, a 24 de novembro de 1893. Era o filho mais velho de uma família numerosa. Seus pais, Gracinda da Piedade dos Reis e Joaquim Carvalho dos Santos, tiveram oito filhos, mas um faleceu em criança. Três do sexo feminino: Francisca, Maria Cândida, Olívia e quatro do sexo masculino: José, Joaquim, Ernesto, que recebeu o nome do irmão falecido, e Teófilo Carvalho dos Santos, o mais novo, nascido a 4 de setembro de 1906.
Fez a instrução primária em Almeida, tendo depois frequentado, enquanto estudante liceal o Colégio de São Fiel, da Companhia de Jesus, em Louriçal do Campo.
À data do regicídio de 1908 contava 14 anos de idade e à da implantação da República Portuguesa (5 de outubro de 1910) 16 anos. O final dos seus estudos, incluindo na Faculdade de Direito da Universidade de Lisboa, curso que apenas viria a concluir em 1923 (contava 29 anos de idade), devido à situação política nacional e ao seu envolvimento em movimentos e lutas estudantis, foi conturbado, como assinalou in memoriam o antigo ministro da República Nuno Simões: “José Carvalho dos Santos teve uma vida política estudantil muito acesa. Foi director de jornais académicos e chefe de grupos ideológicos. Teve de mudar de escolas, por motivos políticos, mas fê-lo sempre sem quebrar uma linha de procedimento, que mereceu a camaradagem dos seus pares e o respeito de todos”.

## Atividade política
Em defesa da República, em 23 e 24 de janeiro de 1919, opondo-se à Monarquia do Norte, tomou parte, de forma “ardorosa e entusiástica”, na "Escalada de Monsanto".
Próximo de Francisco da Cunha Leal, aderiu ao Partido Republicano Popular em 1920, sendo presidente da Junta Distrital de Viseu e Director do jornal A Acção (1919-1925), semanário republicano de Viseu que em 1920 se tornou órgão do Partido Republicano Popular no distrito de Viseu.
Em 1921 (2 de fevereiro a 30 de maio), foi Governador Civil de Viseu. Nesse momento, o seu irmão Teófilo ainda era aluno do liceu, empenhado com determinação no movimento associativo estudantil, tendo sido eleito presidente da Associação Académica de Viseu.
Na fatídica “Noite Sangrenta" (19 de outubro de 1921), foi protagonista dos acontecimentos e enquanto “emissário de Cunha Leal, conseguira a custo atingir o quartel de Metralhadoras e convencer um membro da Junta Revolucionária, o capitão Loureiro, a dirigir-se a casa do protector de Granjo”, que era Cunha Leal, e que também acaba por ser levado para o Arsenal, onde não é morto como António Granjo mas na desesperada tentativa de o defender acaba ferido com um tiro na garganta. Nas movimentações dessa noite sangrenta a casa de José Carvalho dos Santos, na Avenida António Augusto de Aguiar, em Lisboa, próxima da de Cunha Leal, sita na Avenida Miguel Bombarda, foi também palco de esconderijo e troca de personagens para ludibriar os propósitos criminosos dos revoltosos.

Foi chefe de gabinete de Cunha Leal, quer enquanto presidente do Conselho de Ministros (16 de dezembro de 1921 a 6 de fevereiro de 1922), quer enquanto ministro das Finanças (15 de novembro a 18 de dezembro 1923).
Em 29 de janeiro de 1922, foi eleito deputado ao Parlamento, pelo círculo de Viseu, nas listas dos candidatos «governamentais» apoiantes do presidente do Ministério Cunha Leal. Tomou posse em 20 de fevereiro desse ano, tendo nessa legislatura de 1922-1925, sido, por eleição, vice-secretário da Câmara dos Deputados em 1922 e 1923 e apresentado os projectos de lei 1922: 72-E e 336-A, tendo igualmente pertencido às Comissões Parlamentares: Correios, Telégrafos, Indústrias Eléctricas, Infracções e Inquérito aos Negócios Estrangeiros. Em 1922 era o deputado mais novo do Parlamento, com 29 anos.
Em fevereiro de 1923, acompanha Cunha Leal na adesão ao Partido Republicano Nacionalista.
Em 18 de dezembro de 1924 foi nomeado comissário do governo junto da Companhia dos Caminhos de Ferro da Beira Alta.
Em março de 1926, participa na criação da União Liberal Republicana, formação partidária também liderada por Cunha Leal e que contou com o apoio de António José de Almeida, que fora Presidente da República de 1919 a 1923.
Na sequência da criação da União Liberal Republicana (ULR), é fundado, em 18 de março de 1926, o jornal “A Noite” cuja direção política cabe a Cunha Leal e a direção redatorial a José Carvalho dos Santos, sendo também o organizador do cadastro partidário da ULR em Coimbra e Viseu.
Posteriormente, como causídico, foi responsável pelo Contencioso do Banco de Angola e manteve o seu escritório de advocacia na Rua do Crucifixo em Lisboa.
Dedicou-se também ao Jornalismo, tendo sido o primeiro diretor da Revista Portuguesa das Comunicações: quinzenário de estudo e divulgação dos problemas referentes aos transportes terrestres, marítimos e aéreos e ao turismo, lançada em 1 de julho de 1929.

Em fins de 1932, desiludido politicamente com o términus da Primeira República Portuguesa, ocorrido com Golpe de Estado de 28 de Maio de 1926, bem como por se opor às resoluções do Ato Colonial de 1930, pois lutava pelo direito de autonomização dos territórios portugueses de Angola, Moçambique e Guiné, e ainda muito especialmente pela sua discordância com a governação de Oliveira Salazar, resolve radicar-se em Moçâmedes, Angola, onde, neste seu exílio voluntário, exerce a sua profissão de advogado.
Em 1943, retorna a Portugal (Metrópole) depois de receber de seu irmão Teófilo uma carta, com uma mensagem codificada, onde lhe transmitia que naquela altura estaria em curso uma ação que não falharia, dando como quase certo o fim do regime de Salazar e do chamado “Estado Novo”, mudança em desejava participar.
É nessa sua estada em Portugal, que conhece Adriano Moreira, tornando-se amigos. Adriano Moreira não só era visita assídua da casa de seu irmão Teófilo, como lhe é indicado por Fernando Abranches Ferrão, já que o então jovem advogado desejava especializar-se em Direito Comercial, matéria em que José Carvalho dos Santos era perito.
Em 1947, é advogado de defesa seu irmão Teófilo, que após um período de clandestinidade é preso pela polícia política, ficando nove meses detido.
Em 1948, apoia e colabora ativamente na campanha da candidatura à Presidência da República de José Norton de Matos, que se viu forçado a desistir antes da chegada às urnas eleitorais. Amargurado, por não conseguir derrubar a ditadura, resolve regressar a África, estabelecendo-se em Benguela.
Em 1958, apoiou e colaborou ativamente na campanha da candidatura do General Humberto Delgado à Presidência da República, e deu apoio a vários oposicionistas ao colonialismo, alguns dos quais, perseguidos pela polícia política, viram obrigados a fugir para o estrangeiro.
Em 1964, sentindo-se afetado pela aterosclerose que gradualmente começava a atingi-lo, resolve deixar Angola, regressando com a sua mulher Isabel, à metrópole.
Faleceu, no Hospital Curry Cabral, em Lisboa, a 11 de setembro de 1967, sem a satisfação de ter assistido à reimplantação da democracia em Portugal.

## Outras atividades
Em 1938, em Moçâmedes, foi fundador e primeiro presidente da delegação do Aeroclube de Luanda, impulsionando a criação da Escola de Pilotagem de Angola, despertando enorme interesse na população pela aviação civil. A par disto desenvolveu e patrocinou o interesse pelo Turismo.
Em Benguela, na década de cinquenta, foi:
- Presidente do Rádio Clube/[1][3]
- O primeiro presidente da delegação da Cruz Vermelha Portuguesa;[1][3]
- Presidente do Sport Benguela e Benfica.[1][3]

Proferiu inúmeras conferências sobre os temas mais diversos, e entre eles sobre a eutanásia, de que era defensor, e, para além dos seus muitos escritos jornalísticos, deixou diversos textos publicados, sendo o primeiro que se lhe conhece “A Praia de Mossâmedes”, publicado em Sá da Bandeira, em 1934, e o último “Roma – A Mulher e o Amor no tempo do Império”, publicado em Benguela em setembro de 1964, e que foi tema da palestra que proferiu nesse mês dando início ao Ciclo Cultural promovido pela Associação Comercial de Benguela.

## Reconhecimento e homenagens
- Nuno Simões, no seu artigo “Um idealista”, publicado no “Jornal do Comércio” na ocasião da morte de José Carvalho dos Santos, escreveu:[5]

“O Dr. Carvalho dos Santos era um político, mas não um político qualquer. Homem de centro, repugnavam-lhe os exageros que o facciosismo excita e os excessos que a paixão agrava. (…) Quando as condições políticas do país não lhe pareceram propícias ao exercício e afirmação dos seus ideais, tomou o caminho da África e foi exercer lá as suas actividades profissionais. Fê-lo com inteligência, com saber, com brilho. Primeiro em Moçâmedes e depois em Benguela. Se os seus méritos profissionais tiveram ocasião de o impor, a sua irradiação social não foi menos significativa. Várias instituições desinteressadas lhe mereceram a simpatia e a elas se deu com devoção notável. Convencido de que nas grandes extensões, os transportes aéreos têm uma função primacial, ei-lo a iniciar e apoiar devidamente os aeroclubes. Certo de que a solidariedade humana é condição para o bom convívio entre os homens, vimo-lo eleito para a presidência da Cruz Vermelha local onde as suas faculdades e virtudes obtiveram consagração, testemunhada pelo continuado exercício da sua presidência. Mas foi na vida profissional de advogado que mais vincou a sua personalidade. Pode dizer-se que, entre a gente do foro, magistrados, advogados e restante pessoal de justiça consideravam o Dr. Carvalho Santos pelo seu saber, rectidão de processos e correcção, um cidadão exemplar. O Dr. António Durães, que foi antes dele, um grande advogado em Benguela, prestou sempre homenagem à sua competência profissional e ao seu trato social que era distinto. Outros homens de Justiça, entre eles o distinto magistrado Sr. Conselheiro Honório Barbosa, dele faziam as melhores referências considerando-o um dos melhores advogados da Província e, por isso mesmo, chamado a intervir em todos os grandes pleitos não só do Sul de Angola mas, de um modo geral, de todas as comarcas. Advogou largamente e o seu conselho não foi apreciado, mas procurado e acatado pelas entidades oficiais. Dispondo de um vasto círculo de relações e amizades pode dizer-se que as movimentou sempre em prol do comum, pois não houve iniciativa útil a que não desse a sua simpatia e o seu apoio. (…) Era um português de forte formação cívica que, se não abdicou jamais dela, se manteve sempre fiel aos princípios que lhe estruturaram o carácter. Não quis aceitar funções públicas que em certa altura lhe foram oferecidas, mas soube honrar sempre o seu civismo que nenhuma dúvida nem nenhuma hesitação empanaram. Um português sem jaça e um democrata da mais pura água.”
- A uma rua da cidade de Benguela foi atribuído o seu nome.[1][3]

- Adriano Moreira, em 2014, no prefácio de “A Memória é Vital - Angola, 25 de Abril e a CSARA”, obra que depois também apresentou, escreveu:[1][3]

“Os dois irmãos, José Carvalho dos Santos e Teófilo Carvalho dos Santos, ambos advogados, partilharam no século passado o conceito socialista-democrático, e ambos se mantiveram fiéis e exemplo da ética que então dominava a profissão dos advogados, a qual encontrava expressão na fórmula – de imputação duvidosa, quanto à origem – de oferecer a verdade numa das mãos, e a cabeça na outra, solicitando que os responsáveis pelo poder dispusessem da segunda depois de ouvir a primeira. O José, nascido em 1893, e que era o mais velho, iniciou muito jovem, antes do 28 de Maio, uma participação ativíssima na política do tempo: foi governador civil de Viseu em 1921, foi Chefe de Gabinete do Engenheiro Cunha Leal passados meses, deputado em 1922, sem esquecer o combate na imprensa, e sempre a profissão de advogado. Quando do 28 de Maio, e não obstante o empenho de amigos, entre os quais Manuel Rodrigues, decidiu emigrar para Angola, onde viria a visitá-lo na cidade de Benguela onde tinha escritório, e imediatamente se colocou à minha disposição para me ajudar a compreender as ameaças que se iniciavam no sentido de colocar um ponto final no Império Euromundista. Hoje, à distância de tantos anos, é mais evidente do que então, que partilhava o ideal que apenas, no continente africano, viria a ser assumido por Mandela, pois foi este quem proclamou, depois de uma vida sacrificada, ao assumir o poder na África do Sul – “somos todos Sul-Africanos”, pretos, brancos, mestiços, indianos. Não aconteceu ainda que o princípio esteja em vigor sem entraves, mas a realidade a manter, fundamental para que a estrutura social efetiva evolucionasse sem catástrofe, dependia de não dar origem ao fenómeno dramático dos retornados. Não foi isso o que aconteceu com o fim da guerra colonial em 1974, mas verificou-se que a relação entre os povos, os colonizadores e os colonizados, guardava um sentimento de afeto suficiente para que governantes informados e competentes reencontrassem, como se está passando, uma nova forma de convívio, cooperante, e fortalecido pelo afeto.” 
- Foi homenageado, em Almeida, a 27 de março de 2023, no contexto do lançamento do livro Joaquim Carvalho dos Santos, sua vida e sua obra, 1867-1934: descendência»,[14] por ocasião das comemorações do centenário de Eduardo Lourenço.[15]

- A sua imagem, em quadro a óleo, de 1949, da autoria do pintor Vale, e a sua fotografia com os irmãos Joaquim, Ernesto, e Teófilo, tirada, na mesma época, no estúdio Mendoza em Madrid, integram, desde 2023, o acervo do museu Solar de São João - Casa da Memória ,[16] em Almeida.